# Keco Brandão
Oscar Brandão (Porto Alegre, 10 de maio de 1964), mais conhecido pelo seu nome artístico de  Keco Brandão é um instrumentista, compositor, arranjador, produtor musical e cantor brasileiro. 

## Anos de formação
Começou os estudos de piano na infância, em meio a uma família muito musical. Aos 18 anos, já morando em São Paulo, ingressou no Centro Livre de Aprendizagem Musical (CLAM), escola de música popular do Zimbo Trio, por indicação do pianista e arranjador Luiz Eça, amigo de sua família. Keco cursou a Escola Superior de Propaganda e Marketing, um dos fatos que norteariam a sua carreira também para o ramo da composição incidental para a publicidade.

## Carreira

### Anos 1980
Na década de 1980, começou a participar de festivais de música em São Paulo. Dois anos depois, formou a banda Ópera Brasil. Trabalhou com jingles e trilhas publicitárias, como free-lancer da produtora de Beto Strada.
Em 1987, começou a atuar profissionalmente como pianista e arranjador, com artistas como Vanda Breder e Vera Sodré. Nessa época, foi convidado para trabalhar como criador na Cardan, produtora de som do maestro Vicente Sálvia.
No ano seguinte, integrou a banda O-Kotô e também a banda de palco da cantora Jane Duboc, com quem excursionou em shows por todo o Brasil.
Em 1989, fez parte da banda Suite Combo, ao lado de artistas como João Marcelo Bôscoli e Simoninha.

### Anos 1990
Em 1991, assinou a direção musical do show do cantor Fábio Júnior. Nesse mesmo ano, integrou a banda das cantoras Leila Pinheiro e Célia.
Em 1992, assinou a direção musical do show da cantora Roberta Miranda.
Ao lado de João Marcelo Bôscoli, assumiu, em 1994, a direção musical do programa "Cia. da Música" (CNT Gazeta), no qual teve a oportunidade de atuar como músico ao lado de vários artistas de primeira grandeza, como Milton Nascimento, João Bosco, Luiz Melodia, Elza Soares, Carlos Lyra, Roberto Menescal e Ivan Lins, dentre tantos outros.
Em 1995, participou de um show-tributo à cantora Elis Regina, em São Paulo, ao lado de Ivan Lins, Pedro Mariano e João Marcelo Bôscoli. Excursionou pelo Brasil com João Marcelo Bôscoli & Cia. nos shows dos "Profissionais do Ano", da Rede Globo.
Toquinho o contratou em 1996 para adaptar aos palcos um CD comemorativo dos 30 anos de carreira do violonista.
Em 1997, excursionou pela Itália com Toquinho. Também nesse ano, participou de mais uma homenagem à cantora Elis Regina, no especial "Som Brasil - Elis" (Rede Globo), ao lado de Pedro Mariano, João Marcelo Bôscoli e Milton Nascimento. Ainda em 1997, trilhou o Brasil com o cantor Pedro Mariano.
Foi convidado, em 1998, para integrar a banda da cantora Zizi Possi, com quem excursionou pelo Brasil no espetáculo com canções italianas "Per Amore". Nesse mesmo ano, fez uma participação no show do guitarrista Toninho Horta, nas canções "Manoel, O Audaz" e "Waiting For Angela".
Em 1999, começou a trabalhar como criador e produtor de trilhas na produtora Lua Nova, de Thomas Roth.

### Anos 2000
Em 2000, participou da turnê pelo Brasil do show "Passione", de Zizi Possi. 
Lançou, em 2002, o CD "Tatanka", com enfoque em manifestações indígenas e processo experimental de criação. O disco contou com a participação especial de artistas como Marlui Miranda, Monica Salmaso, Virgínia Rosa, Lula Barboza e Simone Guimarães. Fez shows de divulgação do CD nesse mesmo ano, principalmente em São Paulo.
Em 2003, lançou o álbum "Classics In Bossa", idealizado por Thomas Roth, com releituras de clássicos do universo erudito em ritmo de bossa nova. Nesse mesmo ano, atuou como músico, arranjador e produtor musical no CD comemorativo dos 50 anos de carreira da cantora Ângela Maria.
Em 2004, lançou o CD "Paisagens Do Vento", mesclando sons de ambiência de ventos com texturas e sons de instrumentos étnicos.
Ao longo de sua carreira, participou, como arranjador, instrumentista e produtor de discos de vários artistas, dentre os quais cumpre citarmos Zizi Possi ("Passione"), Jane Duboc ("Partituras" e "Todos Os Caminhos"), Toquinho ("Brasiliando" e "Italiano"), Patrícia Marx ("Charme Do Mundo"), Pedro Camargo Mariano ("Pedro Camargo Mariano"), César Camargo Mariano e Pedro Camargo Mariano ("Som Brasil Cazuza"), Filó Machado ("Porto Seguro"), Zé Luiz Mazzioti ("Zé Luiz Mazzioti Canta Chico Buarque") e Celso Pixinga ("Vôo Livre").
Lançou, em 2006, o CD "France 'N' Bossa", contendo clássicos da música popular francesa em ritmo de bossa nova. 